# 컴퓨터 지원 질적 데이터 분석 소프트웨어
컴퓨터 지원 질적 데이터 분석 소프트웨어(Computer-assisted qualitative data analysis software, CAQDAS)는 전사적 분석, 코딩 및 텍스트 해석, 반복 유추, 내용 분석, 담론 분석, 근거 이론 방법론 등 질적 연구를 보조하기 위한 도구들을 제공한다.

## 정의
CAQDAS는 심리학, 마케팅 연구, 민족지, 공중보건, 기타 사회과학 분야에 사용된다. CAQDAS 네트워킹 프로젝트는 CAQDAS 프로그램으로 다음 도구들을 나열한다:
- 내용 검색 도구
- 코딩 도구
- 링킹 도구
- 매핑 또는 네트워킹 도구
- 조회 도구
- 말뭉치 주석 및 작성 도구

## 같이 보기
- 양적 연구
- 사례 연구